# The Final Experiment
The Final Experiment è il primo album in studio del gruppo musicale olandese Ayreon, pubblicato il 27 ottobre 1995 dalla Transmission Records.

## Descrizione
L'album racconta la storia di un menestrello cieco chiamato Ayreon vissuto nel VI secolo in Gran Bretagna. Il racconto ha inizio quando Ayreon in sogno capta un messaggio proveniente dal futuro e precisamente dall'anno 2084. In quel periodo, l'umanità ha avviato un processo irreversibile di autodistruzione ed alcuni scienziati sviluppano un programma chiamato Time Telepathy in grado di spedire dei messaggi a ritroso nel tempo. Così spediscono un messaggio in modo che qualcuno possa fermare od ostacolare in qualche modo questo processo di autodistruzione. Ayreon, grazie o a causa della sua cecità, nel corso della sua vita sviluppò un sesto senso che gli permise di captare questo messaggio. La sua missione è avvertire l'umanità degli eventi futuri che sarebbero conseguiti. La situazione non sarà così semplice. Riuscirà Ayreon a convincere il mago Merlino ad agire per evitare la fine del genere umano?

## Promozione
Il disco è stato pubblicato nel 1995 dalla Transmission Records con il titolo Ayreon: The Final Experiment, senza alcun nome di gruppo musicale associato. Successivamente l'etichetta suggerì a Arjen Anthony Lucassen che il nome Ayreon si sarebbe potuto utilizzare per le successive pubblicazioni simili all'album.
Nel 2005, in occasione del decimo anniversario dell'album, Lucassen riunì alcuni musicisti, cantanti e strumentisti interessati a registrare una versione semi-acustica dell'album d'esordio. Uscì così, sotto la Inside Out Music, l'edizione speciale di The Final Experiment Il primo CD racchiude la versione originale dell'album, mentre il secondo contiene le versioni inedite di alcuni brani del primo CD, ma interpretate da altri cantanti e suonate parzialmente con strumenti acustici.

## Tracce
- Prologue

1. Prologue – 3:17

- Act I 'The Dawning'

1. The Awareness – 6:36
2. Eyes of Time – 5:06
3. The Banishment – 11:08

- Act II 'King Arthur's Court'

1. Ye Courtyard Minstrel Boy – 2:46 (testo: Ian Parry)
2. Sail Away to Avalon – 4:02
3. Nature's Dance – 2:28

- Act III 'Visual Echoes'

1. Computer-Reign (Game Over) – 3:25
2. Waracle – 6:44
3. Listen to the Waves – 4:59
4. Magic Ride – 3:36

- Act IV 'Merlin's Will and Ayreon Fate'

1. Merlin's Will – 3:20
2. The Charm of the Seer – 4:12
3. Swan Song – 2:44
4. Ayreon's Fate – 6:56

Semi-Acoustic Bonus CD – CD bonus nella riedizione del 2005
1. Dreamtime – 4:19
2. Eyes of Time – 3:25
3. The Accusation – 3:49
4. Ye Courtyard Minstrel Boy – 2:50 (testo: Ian Parry)
5. Sail Away to Avalon – 3:26
6. Nature's Dance – 2:03
7. Waracle – 5:16
8. Merlin's Will – 3:29
9. The Charm of the Seer – 3:29

## Formazione
Musicisti
- Edward Reekers – voce (tracce 1A+C, 2B e 15C)
- Lenny Wolf – voce (traccia 3A)
- Robert Soeterboek – voce (tracce 4C, ritornello 15A, prima voce 15B)
- Jan-Chris de Koeijer – voce (traccia 4E)
- Ian Parry – voce (tracce 5, 8, seconda voce 15B)
- Barry Hay – voce e flauto contralto (traccia 6)
- Arjen Lucassen – voce (tracce 7, 10 e 11), chitarra, tastiera, basso (tracce 2B, 9, 10, 12 e 13), cori (tracce 3A, 4C, 6, 7, 10–13)
- Jan van Feggelen – voce (tracce 9, quarta voce 15B)
- Leon Goewie – voce (tracce 12, strofe 15A, quinta voce 15B)
- Ruud Houweling – voce e cori (traccia 13)
- Lucie Hillen – voce e cori (traccia 13)
- Mirjam van Doorn – cori (tracce 2B, 3A, 4C+D, 6, 8, 9, 11, 12 e 15A), voce (terza voce 15B)
- Debby Schreuder – cori (tracce 2B, 3A, 4C+D, 6, 8, 9, 11, 12 e 15A), voce (sesta voce 15B)
- Cleem Determeijer – organo Hammond, minimoog, mellotron, vocoder, oberheim, juno, clavicembalo, pianoforte, tastiera, arrangiamento (traccia 4A)
- Peter Vink – basso (tracce 3A+B, 4D+E, 8)
- Jolanda Verduijn – basso (tracce 4B+C, 15A+B), cori (traccia 13)
- Jan Bijlsma – basso (traccia 11)
- Ernst van Ee – batteria
- Rene Merkelbach – cori (tracce 3A, 4C, 6–7, 11–12)

Produzione
- Arjen Lucassen – produzione, missaggio
- Oscar Holleman – produzione, ingegneria del suono, missaggio
- Peter Brussee – mastering

### CD bonus
- Arjen Lucassen – chitarra acustica ed elettrica, basso, batteria, percussioni
- Astrid van der Veen – voce (traccia 1)
- Ruud Houweling – voce (traccia 2)
- Rodney Blaze – voce (traccia 3)
- Esther Ladiges – voce (traccia 4)
- John JayCee Cuijpers – voce (traccia 5)
- Peter Daltrey – voce (traccia 6)
- Marcela Bovio – voce (traccia 7)
- Irene Jansen – voce (traccia 8)
- Valentine – voce (traccia 9), pianoforte
- Lori Linstruth – assoli di chitarra elettrica
- Peter Vink – basso acustico
- Davy Mickers – batteria
- Marieke van der Heyden, Dewi Kerstens – violoncello
- Ewa Albering – flauto